# BCAR3
BCAR3‏ (BCAR3, NSP family adaptor protein) هوَ بروتين يُشَفر بواسطة جين BCAR3 في الإنسان.